# Miaccum
Miaccum, également appelée Miacum, est une ancienne localité romaine située sur la voie entre Ségovie et Titulcia et mentionnée dans l'Itinéraire d'Antonin.

## Emplacement
Il existe plusieurs théories sur la localisation de Miaccum.
Beaucoup d'historiens et de chercheurs l'ont tout d'abord située à Las Rozas.[réf. nécessaire]
D'autres l'ont localisée près du ruisseau de Meaques, à proximité des actuels Zoo et Parc d'attractions de Madrid, à la Casa de Campo.[réf. nécessaire]
Certains historiens, comme José María Florit dès le XIXe siècle, avancèrent l'hypothèse que la localité de Miaccum mentionnée dans l'Itinéraire d'Antonin se trouverait à Carabanchel. Plus précisément, elle se serait située près de la prison de Carabanchel et de la station de métro Eugenia de Montijo, à proximité immédiate de l'Ermitage de Santa María la Antigua.
Il s'agirait d'une villa édifiée dans les dernières années de la domination romaine en Hispanie. À cette époque, les habitants avaient perdu confiance en l’État et, s'éloignant des cités romaines auparavant florissantes, les plus pauvres d'entre eux s'établissaient à la campagne, cultivée par des esclaves. Le vestige le plus remarquable qui nous est parvenu de cette villa est une mosaïque, découverte au XVIIIe siècle et appelée "Les Quatre Saisons" ("Las Cuatro Estaciones"). Elle est actuellement exposée au Musée d'histoire de Madrid. 
Pendant les fouilles réalisées à l'occasion de la construction de la ligne du métro de Carabanchel et de nouveaux bâtiments, des vestiges d'une grande valeur remontant à la romanisation ont été mis au jour.[réf. nécessaire] Ils conforteraient l'idée de la présence de Miaccum à proximité. Plus récemment, de nouveaux restes romains ont été exhumés près du "camino de los Ingenieros" par la Direction générale du patrimoine historique de la Communauté de Madrid.[réf. nécessaire] Le site a été fermé dans l'attente de nouvelles fouilles. 
Mais l'hypothèse qui semble faire consensus aujourd'hui situerait cet établissement romain dans la commune de Collado Mediano, où ont été retrouvées les traces d'une auberge sur la voie romaine de la Fuenfría. Cela confirmerait une des propositions de Gonzalo Arias Bonet, qui a découvert le site lors de fouilles improvisées.
Cette voie passant par Miaccum permettait de relier Ségovie et la Meseta Nord à la Meseta Sud par le col de La Fuenfría et Cercedilla (où a été retrouvée une borne milliaire romaine). Comme la plupart des voies romaines, il est probable que son tracé suive approximativement celui d'un chemin pré-romain. La date la plus communément acceptée pour situer sa construction est 76 ou 77 ap. J-C.[réf. nécessaire]
Les ruines, à proximité du lieu connu comme "El Beneficio", sont constituées d'une mansio ou auberge, de plusieurs habitations et d'aires de service construites entre les Ier et Ve siècles après J.-C. Trois phases de construction ont été identifiées. La première, comprise entre les Ier et IIe siècles, fut ensuite entièrement démantelée. La seconde, bâtie légèrement plus en hauteur, est datée entre les IIe et IVe siècles et est la plus active si l'on considère le matériel archéologique mis au jour et le type de constructions. La dernière phase remonte aux IVe et Ve siècles est très limitée et ne concerne que quelques parties spécifiques de l'enceinte.